# Далмау, Делфин
Делфин Далмау-и-Женер (кат. Delfín Dalmau i Gener; 1891, Фигерас — 1965, Барселона) — каталонский испанский педагог, лингвист, эсперантист.

## Биография
В 17 лет Далмау стал преподавателем в языковой школе Берлица в Барселоне, позже в колледже Монт-д'Ор де Валльпарадис в Таррасе. Вёл уроки испанской и французской грамматики с 1914 по 1917 годы в Байе-Бланке. В 1918 году основал первый лицей с изучением СМИ и технических наук, который в 1940 году преобразовался в Институт журналистики Бельпост. Сотрудничал с различными периодическими изданиями, был редактором журнала «Clarisme». Был известным полиглотом и всемирно признанным эсперантистом, работал редактором журнала «Kataluna Esperantisto» и президентом Каталонской федерации эсперанто, в которой был одним из ведущих идеологов вместе с Фредериком Пужулой.
Особую известностью Далмау получил как стенограф: он выпустил первые две пластинки для изучения каталанского языка с голосами Пумпеу Фабры и Мерсе Родореды, а также психологические рассказы и сборники заданий «Пассивное полиглотство» (Poliglotisme passiu, 1936) и «Лингвистические разъяснения» (Aclariments lingüístics, 1962). Исследования Далмау стали знаком для педагогической лингвистики заняться вопросами, связанными с интерлингвистиской, прото-эсперантистикой, педагогикой, социолингвистикой и философией языка. Далмау всегда был в авангарде культуры и знал, как важен универсализм (необходимость в международном вспомогательном языке) и интеграция каталонского общества без каких-либо расколов в обществе.
Предложение о пассивном полиглотстве заключается в развитии и активном использовании собственного языка, общеупотребительной и разговорной лексики и стремлении сводить ошибки к минимуму, но при этом только с пассивным использованием как можно большей лексики из других языков. Это был промежуточный этап между ситуацией языкового империализма на испанском и всемирном уровне, который надо было преодолеть, и фоном для возникновения универсального языка типа эсперанто.

## Избранные произведения

### На каталанском
- Seny i atzar. Llibreria Catalònia, Barcelona, 1932.
- Una altra mena d'amor. Edicions Clarisme, Barcelona, 1933.
- Polèmica. Edicions Clarisme, Barcelona, 1934.
- Sinceritat. Imp. Flotats, Tarrassa, 1938.
- Poliglotisme passiu. Publicacions de "La Revista", Barcelona, 1936.
- Aclariments lingüístics. Rafael Dalmau, Editor, Barcelona, 1962.

### На эсперанто
- Ilustrita lernolibro de Esperanto. 1938.
- Stenologio kaj stenografio. Barcelona, 1955.
- Dialekto, dialektiko. Editorial Belpost, Barcelona, 1956.
- Esperanta resumo de la stenologio kaj stenografio. Editorial E. Moreno Medrano, Barcelona, 1961.